# Associazione Calcio Novara 1980-1981
Questa voce raccoglie le informazioni riguardanti l'Associazione Calcio Novara nelle competizioni ufficiali della stagione 1980-1981.

## Divise
| 1ª divisa | 2ª divisa | 3ª divisa |

## Rosa
| N. |                   | Ruolo | Calciatore           |
| -- | ----------------- | ----- | -------------------- |
|    | Italia (bandiera) | C     | Alessandro Antonelli |
|    | Italia (bandiera) |       | Ardissone            |
|    | Italia (bandiera) | A     | Pierangelo Basili    |
|    | Italia (bandiera) |       | Bertin               |
|    | Italia (bandiera) | C     | Francesco Brignani   |
|    | Italia (bandiera) | A     | Giuseppe Brunazzi    |
|    | Italia (bandiera) | D     | Antonio Brustia      |
|    | Italia (bandiera) | C     | Gabriele Brustia     |
|    | Italia (bandiera) | D     | Domenico Cagnin      |
|    | Italia (bandiera) | A     | Claudio Ciceri       |
|    | Italia (bandiera) | C     | Gianni Frara         |
|    | Italia (bandiera) |       | Gangai               |

| N. |                   | Ruolo | Calciatore       |
| -- | ----------------- | ----- | ---------------- |
|    | Italia (bandiera) | D     | Flavio Gioria    |
|    | Italia (bandiera) | C     | Moreno Grilli    |
|    | Italia (bandiera) | A     | Carlo Jacomuzzi  |
|    | Italia (bandiera) | C     | Milco Lainati    |
|    | Italia (bandiera) | D     | Massimo Lombardo |
|    | Italia (bandiera) | A     | Giovanni Mauri   |
|    | Italia (bandiera) | C     | Francesco Monaco |
|    | Italia (bandiera) | D     | Venerio Pari     |
|    | Italia (bandiera) | A     | Angelo Scaburri  |
|    | Italia (bandiera) | A     | Paolo Tusino     |
|    | Italia (bandiera) | P     | Pietro Villa     |

## Risultati

### Campionato

#### Girone di andata
| 28 settembre 1980 1ª giornata | Novara | 0 – 0 | Parma |  |

| 5 ottobre 1980 2ª giornata | Empoli | 1 – 0 | Novara |  |

| 12 ottobre 1980 3ª giornata | Spezia | 1 – 1 | Novara |  |

| 19 ottobre 1980 4ª giornata | Novara | 1 – 1 | Mantova |  |

| 26 ottobre 1980 5ª giornata | Sant'Angelo | 2 – 0 | Novara |  |

| 2 novembre 1980 6ª giornata | Novara | 0 – 0 | Prato |  |

| 9 novembre 1980 7ª giornata | Fano | 2 – 0 | Novara |  |

| 16 novembre 1980 8ª giornata | Novara | 0 – 1 | Treviso |  |

| 23 novembre 1980 9ª giornata | Cremonese | 0 – 0 | Novara |  |

| 30 novembre 1980 10ª giornata | Triestina | 3 – 0 | Novara |  |

| 7 dicembre 1980 11ª giornata | Novara | 0 – 0 | Casale |  |

| 14 dicembre 1980 12ª giornata | Modena | 1 – 0 | Novara |  |

| 21 dicembre 1980 13ª giornata | Novara | 0 – 1 | Forlì |  |

| 4 gennaio 1981 14ª giornata | Trento | 4 – 1 | Novara |  |

| 11 gennaio 1981 15ª giornata | Novara | 2 – 1 | Reggiana |  |

| 18 gennaio 1981 16ª giornata | Sanremese | 1 – 1 | Novara |  |

| 25 gennaio 1981 17ª giornata | Novara | 1 – 0 | Piacenza |  |

#### Girone di ritorno
| 1º febbraio 1981 18ª giornata | Parma | 1 – 0 | Novara |  |

| 8 febbraio 1981 19ª giornata | Novara | 1 – 0 | Empoli |  |

| 15 febbraio 1981 20ª giornata | Novara | 0 – 0 | Spezia |  |

| 22 febbraio 1981 21ª giornata | Mantova | 2 – 0 | Novara |  |

| 1º marzo 1981 22ª giornata | Novara | 1 – 0 | Sant'Angelo |  |

| 8 marzo 1981 23ª giornata | Prato | 1 – 1 | Novara |  |

| 15 marzo 1981 24ª giornata | Novara | 0 – 4 | Fano |  |

| 29 marzo 1981 25ª giornata | Treviso | 2 – 0 | Novara |  |

| 5 aprile 1981 26ª giornata | Novara | 0 – 1 | Cremonese |  |

| 12 aprile 1981 27ª giornata | Novara | 0 – 2 | Triestina |  |

| 26 aprile 1981 28ª giornata | Casale | 2 – 2 | Novara |  |

| 3 maggio 1981 29ª giornata | Novara | 4 – 1 | Modena |  |

| 10 maggio 1981 30ª giornata | Forlì | 2 – 1 | Novara |  |

| 17 maggio 1981 31ª giornata | Novara | 3 – 1 | Trento |  |

| 24 maggio 1981 32ª giornata | Reggiana | 5 – 4 | Novara |  |

| 31 maggio 1981 33ª giornata | Novara | 0 – 1 | Sanremese |  |

| 7 giugno 1981 34ª giornata | Piacenza | 1 – 2 | Novara |  |